# 木村櫛鱗鰨
木村櫛鱗鰨為輻鰭魚綱鰈形目鰨亞目鰨科的其中一種，為熱帶海水魚，分布於西太平洋菲律賓海域，體長可達7.2公分，棲息在底層水域，生活習性不明。